# Wing Commander (serie)
La serie di Wing Commander è una serie di videogiochi sviluppata dalla Origin Systems. I videogiochi della serie sono dei simulatori di volo ambientati in un lontano futuro nel quale l'umanità ha conquistato lo spazio e si trova a confrontarsi con altre specie senzienti: in particolare i Kilrathi, razza aliena simile a dei grossi felini antropomorfi.
Oltre alla serie principale (attualmente composta da 5 titoli, più alcune espansioni) esistono degli spin-off (come Wing Commander Academy) e una serie parallela, Wing Commander: Privateer, che introduce elementi gestionali alla Elite.

## Caratteristiche
Fin dal primo episodio i giochi della serie non seguono una trama lineare, ma seguono una struttura ad albero; infatti alcune missioni possono essere completate anche fallendo degli obiettivi (ad esempio la mancata protezione di una struttura), che però potranno influenzare la storia e portare a differenti finali.
La serie è diventata nota sia per la notevole resa del motore grafico utilizzato per implementare i combattimenti nello spazio, sia per la cura delle scene di intermezzo, di taglio cinematografico: tutti gli episodi sono infatti dotati di filmati dove spesso compaiono attori professionisti come John Rhys-Davies, Mark Hamill, Ginger Lynn e Malcolm McDowell, a esclusione dei primi due capitoli dove sono realizzati con una tecnica simile a quella dei cartoni animati.

## Videogiochi

### Serie principale

#### Wing Commander
Primo capitolo della serie, è uscito nel 1990 inizialmente per MS-DOS, e in seguito convertito per diverse altre piattaforme. Ambientato nell'anno 2654, in Wing Commander si vestono i panni di un giovane pilota spaziale che inizia una carriera militare sulla nave-madre Tiger's Claw. Grazie ai suoi eroici sforzi, la confederazione umana riuscirà a distruggere il quartier generale dei Kilrathi, alieni ostili che sono in guerra con la razza umana. Il gioco è caratterizzato da una innovativa struttura di missioni ad albero, dove l'andamento delle varie missioni influenza l'andamento della trama e della guerra.
Wing Commander è stato affiancato da due espansioni commerciali, pubblicate dalla stessa Origin: Wing Commander: The Secret Missions e Wing Commander: The Secret Missions 2: Crusade, che continuano la trama originale e aggiungono nuove navi e nuovi piloti.

#### Wing Commander II: Vengeance of the Kilrathi
Wing Commander II, pubblicato nel 1991, è stato arricchito a livello (specie per quanto riguarda le animazioni e gli sprite delle astronavi) ma, rispetto al precedente, ha subito variazioni per quanto riguarda lo sviluppo della trama: questa è infatti più lineare e meno aperta, e il giocatore non guadagna medaglie a seconda dell'andamento (positivo o negativo) delle missioni.
Ambientato 10 anni più tardi rispetto agli eventi del primo episodio, in Wing Commander II il giocatore viene degradato per negligenza dopo la distruzione della nave-madre Tiger's Claw: esso sostiene (ma non ha nessuna prova per dimostrarlo) che la nave è stata distrutta da astronavi Kilrathi dotate di un dispositivo di occultamento. Viene così assegnato alla stazione spaziale Caernarvon.
Anche Wing Commander II ha visto l'uscita di due espansioni, intitolate rispettivamente Special Operations 1 e Special Operations 2; inoltre è uscito anche un add-on intitolato Speech Accessory Pack, che aggiunge dialoghi digitalizzati all'interno del gioco.

#### Wing Commander III: Heart of the Tiger
Con Wing Commander III (1994), inizia una svolta che caratterizzerà tutti gli episodi a seguire. Le scene di intermezzo animate sono infatti sostituite da video digitalizzati con attori veri e propri: il cast comprende nomi come Mark Hamill e Malcolm McDowell; inoltre il vecchio motore grafico dei combattimenti dotato di sprite bidimensionali lascia il posto ad uno totalmente poligonale. Per la quantità di materiale digitalizzato, il gioco è stato pubblicato su quattro CD-ROM.
Il protagonista ora possiede un nome e una storia più definita: il colonnello Christopher Blair, detto "Maverick", viene trasferito sulla TCS Victory, una vecchia nave costruita nei primi anni della guerra. La confederazione, nel tentativo di mettere fine al pericolo dei Kilrathi, sta costruendo un'arma in grado di eliminare un intero pianeta, ma una spia farà in modo che venga distrutta. Blair riuscirà tuttavia a sganciare una bomba sul pianeta dei Kilrathi, che finalmente si arrenderanno e metteranno fine alle ostilità.

#### Wing Commander IV: The Price of Freedom
Wing Commander IV (1996) segue le orme del precedente capitolo. Tuttavia, a seconda delle risposte che daremo durante i dialoghi nelle scene animate, la trama può subire delle variazioni che influenzeranno il finale.
Terminate le ostilità con i Kilrathi, Blair viene richiamato in servizio per indagare su una serie di attacchi avvenuti all'interno della confederazione.
Origin, che ha sviluppato il gioco per MS-DOS, PlayStation e Mac OS, ha in seguito distribuito una patch gratuita che lo rende compatibile su Microsoft Windows.

#### Wing Commander: Prophecy
In quest'ultimo episodio della serie principale, pubblicato nel 1997 per Microsoft Windows (e in seguito convertito per Game Boy Advance), la confederazione dovrà vedersela contro una razza di alieni insettoidi chiamata Nephilim, penetrati nella galassia attraverso un buco nero. Il protagonista non è più Blair (che comunque è presente) ma Lance Casey, figlio di un pilota presente nell'originale Wing Commander: Michael "Iceman" Casey.
A livello tecnico, il gioco presenta un nuovo motore grafico (chiamato VISION) che supporta l'accelerazione grafica hardware; non è presente una modalità multiplayer, aggiunta nella sola versione per Game Boy Advance.
Origin ha pubblicato nel 1998 una espansione gratuita stand-alone intitolata Wing Commander: Secret Ops, scaricabile attraverso il suo sito ufficiale, e in seguito riproposta insieme al gioco originale in una compilation intitolata Wing Commander: Prophecy - Gold.

### Serie Privateer

#### Wing Commander: Privateer
In Wing Commander: Privateer, a differenza degli altri Wing Commander, non vestiamo i panni di un soldato della confederazione, bensì quelli di Grayson Burrows, un "corsaro" dello spazio che può intraprendere diverse carriere, a discrezione del giocatore: può infatti diventare un pirata, un mercante, un mercenario o una combinazione di questi. Il gioco segue una trama, ma si può continuare a giocare anche dopo il termine di essa.
Sono state pubblicate due espansioni per Privateer: Wing Commander Privateer Speech Pack (1993), che aggiunge i dialoghi digitalizzati all'interno del gioco, e Righteous Fire (1994), che fa proseguire la trama originale.

#### Privateer 2: The Darkening
Privateer 2: The Darkening è il seguito di Wing Commander Privateer, ma la trama non riprende direttamente le vicende accadute nel predecessore: infatti il gioco si svolge un secolo più tardi, ed è ambientato in un altro settore spaziale.
Come gli episodi più recenti, anche in Privateer 2 sono presenti video digitalizzati con attori professionisti: tra gli altri appaiono Clive Owen (che interpreta il protagonista), John Hurt e Christopher Walken.

### Spin-off

#### Wing Commander Academy
Pubblicato nel 1993, Wing Commander Academy è strutturato diversamente dai normali Wing Commander: è infatti privo di trama, e le missioni possono essere create dal giocatore che può scegliere anche il suo compagno. Sono presenti tutte le navi dell'epoca di Wing Commander II, sia da parte della confederazione che dei Kilrathi, oltre che due nuove; tra i piloti ritornano Angel, Hobbes e Maniac, con una nuova aggiunta: Lightspeed.

#### Wing Commander Armada
Wing Commander Armada è il primo titolo della serie a supportare una modalità multiplayer. Pubblicato nel 1994, poco prima di Wing Commander III, utilizza un motore grafico simile ma meno rifinito, e privo di una modalità grafica SVGA. Armada presenta anche una modalità di gioco con elementi di strategia a turni.
Lo stesso anno, Origin ha distribuito una espansione gratuita chiamata Proving Grounds, che aggiunge alcune opzioni e il supporto al protocollo di rete IPX.

#### Wing Commander Arena
Sviluppato da Gaia Industries e pubblicato dalla EA nel 2007, Wing Commander Arena è un videogioco per Xbox Live Arcade dove il giocatore può organizzare battaglie scegliendo fra 9 ambientazioni e 18 navi con il quale combattere; sono possibili fino a 16 giocatori in contemporanea.

### Remake

#### Super Wing Commander
Nel 1994 il gioco è stato convertito per 3DO e intitolato Super Wing Commander, versione con grafica migliorata, audio digitalizzato e missioni inedite ambientate fra la prima e la seconda espansione.

#### The Kilrathi Saga
Compilation contenente i primi tre episodi; i primi due sono dotati di colonna sonora migliorata, e adattati a funzionare con Windows.

## Libri
Esiste una serie di romanzi basati sull'universo del gioco:

### Freedom Flight
Scritto da Mercedes Lackey e Ellen Guon e pubblicato nel 1992, è ambientato nel periodo del primo Wing Commander. Viene raccontata la campagna denominata Firekka e la sconfitta di Lord Ralgha (meglio conosciuto con il soprannome di "Hobbes" in Wing Commander II e Wing Commander III.

### End Run
Scritto da Christopher Stasheff e William R. Forstchen e pubblicato nel 1994, è ambientato fra gli eventi accaduti durante la seconda espansione di Wing Commander II, cioè Special Operations II, e prima di Wing Commander III. La confederazione ha un piano segreto per indebolire l'impero Kilrathi, ovvero quello di attaccare il pianeta di Vukar Tag.

### Fleet Action
Scritto da William R. Forstchen, è il seguito di End Run. Ambientato prima di Wing Commander III, i Kilrathi stanno organizzando una trappola mascherandola sotto una finta proposta di pace.

### Heart of the Tiger
Trasposizione letteraria di Wing Commander III, scritta da Andrew Keith e William R. Forstchen e pubblicata nel 1995. Sebbene vengano ignorate alcune missioni secondarie, vengono aggiunti diversi dettagli omessi nel gioco, che spiegano meglio alcune situazioni.

### The Price of Freedom
Trasposizione letteraria di Wing Commander IV, scritta da Ben Ohlander e William R. Forstchen e pubblicata nell 1995. Diverge dalla trama del gioco in diversi punti.

### Action Stations
Scritto da William R. Forstchen, è ambientato 20 anni prima degli eventi di Wing Commander: vengono raccontati gli eventi che hanno portato alla guerra fra umani e Kilrathi.

### False Colors
Scritto da Andrew Keith e William R. Forstchen, è ambientato fra Wing Commander III e Wing Commander IV.

### Wing Commander
Trasposizione letteraria del film, scritto da Peter Telep. Diviso in tre parti, è stata inserita una sottotrama relativa ad una spia, tagliata dalla sceneggiatura.

### Pilgrim Stars
Seconda parte di Wing Commander, basato sul film.

### Pilgrim Truth
Terza ed ultima parte di Wing Commander, basato sul film.

## Serie televisiva
Nel 1996 è stata realizzata una serie televisiva di animazione, dal titolo Wing Commander Academy. Si tratta di un prequel agli avvenimenti del primo videogioco, e segue l'addestramento di un giovane Christopher Blair e degli altri piloti.

## Film
Sulla serie è stato realizzato anche un film, Wing Commander - Attacco alla Terra, che si distinse per la pessima accoglienza. Il film era dotato di una trama approssimativa e di un budget risicato; questo portò a notevoli economie sugli effetti speciali e spinse i produttori a utilizzare degli attori esordienti. La somma dei fattori portò alla produzione di un film di basso livello.